# 国际共产主义联盟
国际共产主义联盟（缩写UCI，缩写为ICU）是一个托洛茨基主义国际组织。
该组织的核心是法国的工人斗争。

## 觀點

### 俄美戰爭
稱俄羅斯入侵烏克蘭是野蠻行徑。
稱所有政府都利用這場戰爭，以捍衛民主價值觀并反對普京獨裁的名義，以和平或核戰爭威脅的名義，試圖團結他們背後的民眾。
稱“烏克蘭是民主政權”是無稽之談。忽略了波羅申科和澤倫斯基政府壓制匈牙利、羅馬尼亞、波蘭少數民族。是帶有帝國主義色彩的民主。

### 墮胎權
爭取社會主義的鬥爭與婦女爭取享有作為人的全部權利密切相關。
布爾什維克稱墮胎是一項「可悲的權利」，只要資本主義創造的生活條件繼續存在，並且只要婦女淪為家庭奴隸，墮胎就是婦女的一項基本權利。

### 北愛問題及英國脫歐
稱對於無產階級來說，所有形式的邊界，陸地或海洋，都應拒絕；包括「和平之牆」。

### 種族主義及警察暴力
稱問題根源是美國大資本的劃分，為剝削階級服務的基礎。

### 伊斯蘭教
呼籲「停止仇視伊斯蘭教」。
依舊反對宗教，因為宗教是對辯證唯物主義和革命共產主義思想的否定。
指向宗教宣戰的都是政黨的政治任務，都是空話。

## 附属组织
- 比利时 工人斗争
- 法國 工人斗争
- 法属安的列斯 工人战斗
- 英国 工人战斗
- 非洲国际主义共产主义工人联盟
- 土耳其 阶级斗争
- 西班牙 工人之声
- 德国 革命工人联盟
- 義大利 国际
- 海地 革命工人组织

国际主义共产主义联盟與以下组织保持“兄弟关系”：
- 美国 火花